# Медаль «За боевое содружество» (МВД)
Меда́ль «За боево́е содру́жество» — ведомственная медаль Министерства внутренних дел Российской Федерации, учреждённая приказом МВД РФ № 50 от 24 января 2001 года.

## Правила награждения
Согласно Положению медалью «За боевое содружество» награждаются сотрудники органов внутренних дел Российской Федерации, военнослужащие Федеральной службы войск национальной гвардии РФ 

## Описание медали
Медаль имеет форму круга золотистого цвета диаметром 32 мм, с выпуклым бортиком с обеих сторон. На лицевой стороне помещена горизонтально в три строки надпись «За боевое содружество». Ниже надписи размещена центральная часть геральдического знака — эмблемы органов внутренних дел Российской Федерации и внутренних войск Министерства внутренних дел Российской Федерации с государственным гербом в поле щита. Справа и слева надписи выложены ленты, повторяющие стилизованный абрис двуглавого орла. На обороте медали надпись «Министерство внутренних дел Российской Федерации». Все изображения и надписи выпуклые.
Медаль крепится посредством ушка и колечка к пятиугольной колодке, обтянутой муаровой лентой голубого цвета. В середине ленты нанесены полосы чёрного (0,5 мм), жёлтого (1 мм), красного (3 мм) и белого (0,5 мм) цвета в зеркальном исполнении от центра ленты. Ширина ленты 24 мм.